# ВАЛС
ВАЛС  (VALS, аббр. от англ. values and life styles — человеческие ценности и стили жизни) — исследование американских учёных, и выявленные в ходе него система мотивации и жизненные ценности различных категорий потребителей.
Данное исследование проводилось в Стэнфордском исследовательском институте (СИИ) под руководством Уилиса Хармона с конца 60-х годов. Изначально оно называлось «Меняющийся облик Человека». В итоге это исследование переросло в крупную программу, известную как ВАЛС (от англ. values and life styles — человеческие ценности и стили жизни), финансируемую ведущими корпорациями США. К 1987 году среди потребителей результатов разработок по этой программе числилось уже 135 компаний, в том числе такие гиганты деловой Америки, как телекомпания Си-би-эс, «Ситикорп», «Крайслер» и др. 
В ходе исследования были выявлены следующие

## Категории потребителей
1. Движимые нуждой
2. Побуждаемый извне
3. Побуждаемые изнутри
4. Интегрированные (комбинация ценностей, порождаемых мотивацией извне и изнутри)

Движимые нуждой консервативны, для них основные ценности — устойчивость, стабильность, надежность. Их можно подразделить на
Борцов за выживание и борцов с нуждой.
Борцы за выживание — отчаялись что либо изменить. Чаще всего это пенсионеры.
Борцы с нуждой стремятся переместиться в другие слои.
Побуждаемые извне — типичные представители общества потребления. Все их цели и устремления навязаны им — явно или скрыто — окружением (реклама, пиар, прочие методы стимулирования сбыта).
Побуждаемые изнутри — их нужды и запросы порождены их личными чертами характера или склонностями. Прежде всего они озабочены своим внутренним ростом (в этом можно увидеть истоки современного дауншифтинга).
Интегрированные — лучшие лидеры: сочетая мотивацию внутреннюю и внешнюю, способны составить комплексную картину мира.
Программа ВАЛС является одним из базисов современного маркетинга.